# .ug
.ug és el domini de primer nivell territorial (ccTLD) d'Uganda.
El registre es feia de sempre per sota d'aquests subdominis de segon nivell:
- .co.ug - Entitats comercials
- .ac.ug - Institucions educatives que oferissin diplomes, graus i títols d'educació superior
- .sc.ug - Escoles de primària i secundària
- .go.ug - Agències governamentals i autoritats independents dins del govern
- .ne.ug - Proveïdors de xarxa o d'equips per al desplegament de xarxes
- .or.ug - Institucions no governamentals
- .org.ug - Institucions no governamentals
- .com.ug - Entitats comercials

Això no obstant, ara s'admeten registres directament al segon nivell.